# 普通鸫鹛
普通鸫鹛（学名：Turdoides caudata），是画眉科鸫鹛属的一种，分布于阿富汗、科威特、巴基斯坦、伊朗、印度、伊拉克和尼泊尔。全球活动范围约为2,310,000平方千米。该物种的保护状况被评为无危。
普通鸫鹛的平均体重约为34.6克。栖息地包括种植园、亚热带或热带的（低地）干草原、乡村花园、耕地和亚热带或热带的（低地）干燥疏灌丛。